# Antigo Yishuv
Antigo Yishuv (em hebraico: היישוב הישן; romaniz.: haYishuv haYashan) é a designação comum para o conjunto de comunidades judaicas presentes na região da Palestina durante o período otomano até o início das ondas de imigração modernas (aliot) que deram origem ao novo Yishuv no final da Primeira Guerra Mundial. Enquanto esse novo Yishuv foi caracterizado por ideologias seculares e sionistas que valorizavam o trabalho e a autossuficiência, o Antigo Yishuv era formado principalmente de judeus religiosos que dependiam de doações externas (halukka) para a sua subsistência.
O Antigo Yishuv evoluiu após um declínio significativo das comunidades judaicas na Terra de Israel durante a Antiguidade Tardia e o início da Idade Média, e era composto por três grupos. O primeiro grupo era formado pelas comunidades judaicas sefarditas de língua ladino se estabeleceram na região durante o final do período mameluco e o início do período otomano, juntamente com comunidades <i id="mwIQ">musta'arabi</i> de língua árabe, que já viviam lá desde antes da chegada do islamismo e tinham sido cultural e linguisticamente arabizadas. O segundo grupo era formado pelos judeus asquenazes, que imigraram da Europa no século XVIII e no início do século XIX. Uma terceira onda de membros do Yishuv chegou no final do século XIX, vindos da Europa, do Norte da África, do Iêmen, da Pérsia e do Cáucaso. Essas migrações deram origem a duas comunidades distintas dentro do Antigo Yishuv: a comunidade formada pelo grupo de sefarditas e de musta'arabim e a comunidade formada pelos dois grupos de asquenazes.
O Antigo Yishuv se concentrou nas Quatro Cidades Sagradas —  Jerusalém, Hebron, Tiberíades e Safed — mas também existiram comunidades menores em Jafa, Haifa, Peki'in, Acre, Nablus e Shfaram. Petah Tikva foi fundada em 1878 pelo Antigo Yishuv, mas também foi apoiada pelos sionistas que chegaram em seguida.
O termo "Antigo Yishuv" foi cunhado por membros do "Novo Yishuv" no final do século XIX. Hoje, os estudiosos geralmente concordam que o termo "Antigo Yishuv" não denota estritamente uma cronologia ou demografia, já que muitas comunidades classificadas sob esse termo chegaram na segunda metade do século XIX. No final do período otomano, as distinções entre o Antigo Yishuv e o Novo Yishuv tornaram-se confusas, especialmente em bairros urbanos e assentamentos agrícolas. No final do século XIX, o Antigo Yishuv compreendia 0,3% dos judeus do mundo, representando 2–5% da população da região da Palestina. O estabelecimento de Rishon LeZion, o primeiro moshava fundado pelo Hovevei Zion em 1882, pode ser considerado o ponto de partida do "Novo Yishuv".

## Contexto
Ainda que um vibrante centro judaico tenha continuado a existir na Galileia após as guerras judaico-romanas, sua importância foi reduzida com o aumento das perseguições bizantinas e com a abolição do Sinédrio no início do século V. As comunidades judaicas do sul do Levante sob domínio bizantino entraram em declínio final no início do século VII e, com a revolta judaica contra Heráclio e a conquista muçulmana da Síria, a população judaica foi bastante reduzida em número.
No início da Idade Média, as comunidades judaicas do sul de Bilad al-Sham (sul da Síria), vivendo como dhimmis sob domínio muçulmano, estavam dispersas entre as principais cidades dos distritos militares de Jund Filastin e Jund al-Urdunn, com várias aldeias judaicas muito pobres existindo na Galileia e na Judeia. Apesar da recuperação temporária, a Terceira e a Quarta Fitnas (guerras civis árabes muçulmanas) expulsaram muitos não muçulmanos do país, sem evidências de conversões em massa, exceto dos samaritanos.
O período das Cruzadas marcou o declínio mais sério, durando até o século XII. Maimônides viajou da Espanha para Marrocos e Egito, e permaneceu na Terra Santa, provavelmente entre 1165 e 1167, antes de se estabelecer no Egito. Lá ele se tornou médico pessoal de Saladino, acompanhando-o durante suas campanhas de guerra contra o Reino de Jerusalém. Após a derrota dos cruzados e a conquista de Jerusalém, ele pediu a Saladino que permitisse o reassentamento dos judeus na cidade, e várias centenas de judeus da antiga comunidade de Ascalão se reassentaram em Jerusalém. Pequenas comunidades judaicas também existiram na época em Gaza e em aldeias desertas por toda a alta e baixa Galileia.
A imigração de um grupo de 300 judeus liderados pelos tosafistas da Inglaterra e da França em 1211 encontrou grandes dificuldades ao chegar à região, pois não tinham apoio financeiro e nem perspectiva de fonte de renda. A grande maioria dos colonos foi exterminada durante a Quarta Cruzada; eles chegaram em 1219, e seus poucos sobreviventes foram autorizados a viver apenas em Acre. Seus descendentes misturaram-se com os residentes judeus originais, chamados Mustarabim ou Maghrebim, mas mais precisamente maxerreques. 
O período mameluco (1260–1517) viu um aumento na população judaica, especialmente na Galileia, mas as epidemias da Peste Negra reduziram a demografia do país em pelo menos um terço. Safed e Jerusalém se tornaram as principais áreas urbanas povoadas pelos judeus, substituindo Tiberíades, Acre e Tiro. 
Em 1260, o rabino Yechiel de Paris chegou à Terra de Israel, na época parte do Império Mameluco, junto com o filho e um grande grupo de seguidores, estabelecendo-se em Acre. Lá ele fundou a academia talmúdica Midrash haGadol d'Paris. Acredita-se que ele morreu na cidade entre 1265 e 1268 e que está enterrado no Monte Carmelo, perto de Haifa. Nahmanides chegou em 1267 e também se estabeleceu em Acre. Em 1488, quando Obadiah de Bertinoro chegou ao domínio mameluco da Síria e enviou cartas regularmente ao seu pai na Itália, muitos na diáspora passaram a considerar viável viver na Síria mameluca.

## História

### Renascimento

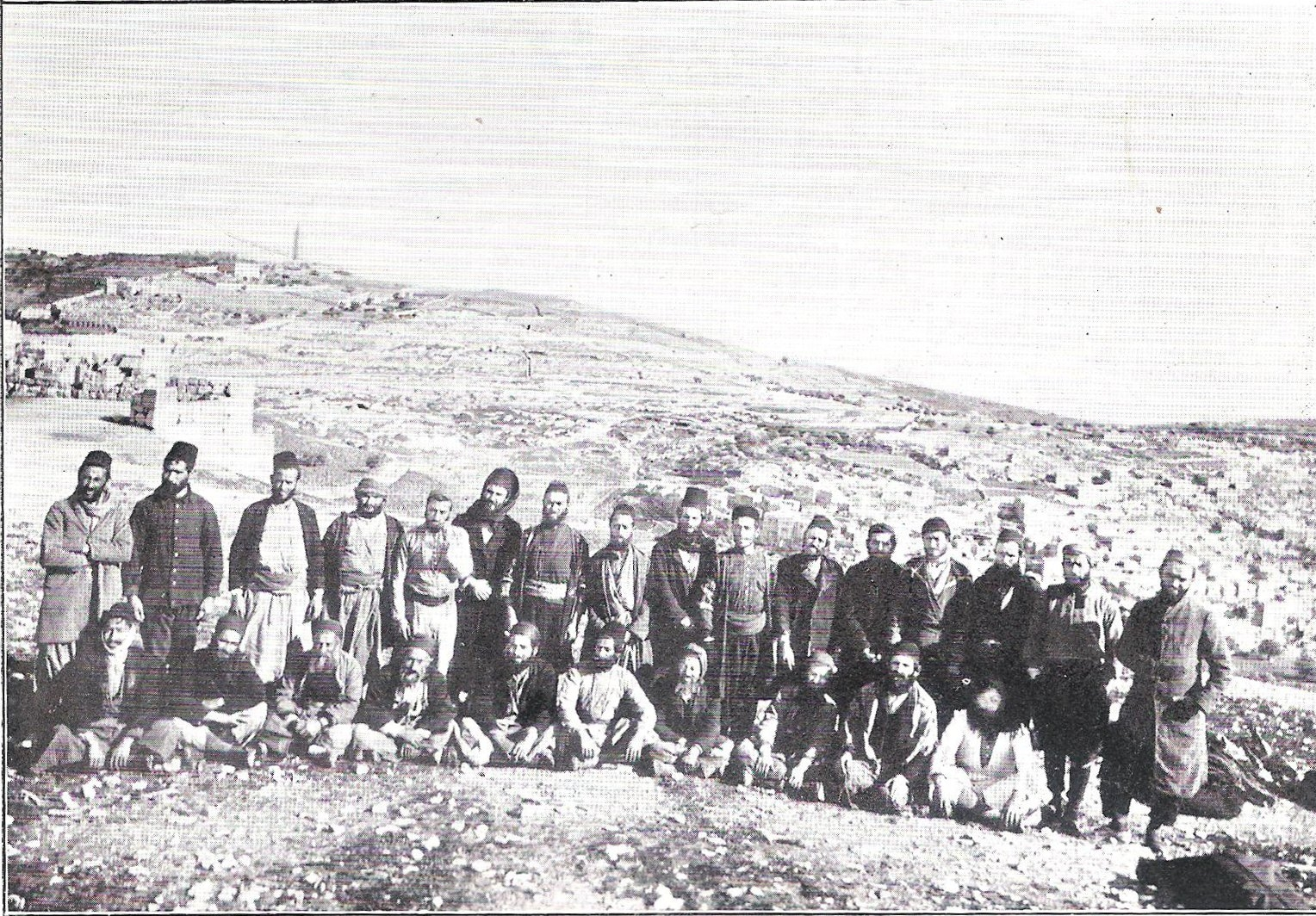
Fotografia de judeus sefarditas no século XIX tirada do livro de 1899, Views from Palestine and its Jewish Colonies.

Desde 1360, quando Luís I da Hungria emitiu um decreto de expulsão, o povo judeu procurou refúgio no Império Otomano.  Em 1492 e novamente em 1498, quando os judeus sefarditas foram expulsos da Espanha e de Portugal, respectivamente, os refugiados migraram para a Terra de Israel, que mudou de mãos dos mamelucos para os otomanos após a segunda guerra otomano-mameluca, e a tolerância otomana foi vista como uma alternativa à perseguição cristã que eles sofriam na Europa. Joseph Nasi, com o apoio financeiro e a influência de sua tia, Gracia Mendes Nasi, conseguiu repovoar Tiberíades e Safed em 1561 com judeus sefarditas, muitos deles ex-Anusim.
A partir de meados do século XVI, Safed era habitada por importantes rabinos e estudiosos judeus, e se tornou o centro mais influente do misticismo judaico e da halakha tradicional.   Entre eles estavam os rabinos Yakov bi Rav, Moses ben Jacob Cordovero, Yosef Karo, Abraham ben Eliezer Halevi e Isaac Luria. Nessa época, houve também uma pequena comunidade em Jerusalém liderada pelo rabino Levi ibn Haviv, também conhecido como Mahralbach. Em 1620, o rabino Yeshaye Horowitz, o Shelah Hakadosh, chegou de Praga.
No início do século XVII, os drusos Ma'an iniciaram uma luta pelo poder, o que levou à instabilidade no Monte Líbano e na Galileia, prejudicando as comunidades judaicas da região. Mudanças econômicas também levaram a movimentos demográficos negativos, e a população judaica da Galileia diminuiu bastante. Em 1660, Tiberíades e Safede foram devastadas pelos senhores da guerra drusos aliados dos otomanos durante a luta pelo poder dos drusos de 1658-1667, e os judeus restantes fugiram para Jerusalém. Embora os judeus tenham retornado a Safede em 1662, a cidade se tornou um centro de maioria muçulmana do Sanjaco de Safede  otomano.

### Judah HeHasid
Em 1700, Judah HeHasid, um maggid de Shedlitz, Comunidade Polaco-Lituana, fez aliyah e se estabeleceu em Jerusalém, trazendo um grupo de mais de 1.500 judeus asquenazes, embora algumas fontes afirmem que apenas 300 realmente tenham chegado. Naquela época, a população judaica da Cidade Velha de Jerusalém era formada por 200 judeus asquenazes e 1.000 judeus sefarditas. Os imigrantes asquenazes atenderam ao chamado de HeHasid, que foi de cidade em cidade defendendo o retorno à Terra de Israel para redimir seu solo. Grande parte do grupo morreu de dificuldades e doenças durante a longa jornada. Ao chegarem à Terra Santa, eles partiram imediatamente para Jerusalém.
Em poucos dias, HeHasid morreu. Os sobreviventes pediram dinheiro emprestado aos árabes locais para a construção de uma sinagoga, mas logo ficaram sem fundos e pediram mais dinheiro emprestado a taxas de juros muito altas. Em 1720, quando não conseguiram pagar suas dívidas, os credores árabes invadiram a sinagoga, atearam fogo e destruíram suas casas. Os judeus fugiram da cidade e, durante o século seguinte, qualquer judeu vestido com trajes asquenazes tornou-se alvo de ataques. Alguns asquenazes permaneceram na cidade mas começaram a se vestir como judeus sefarditas para escapar da expulsão. Um exemplo conhecido é Abraham Gershon de Kitov.

### Hasidim e Perushim
No século XVIII, grupos de hassidim e perushim se estabeleceram na Terra de Israel (Sul da Síria Otomana). Em 1764, o rabino Nachman de Horodenka, discípulo e sogro do Baal Shem Tov, estabeleceu-se em Tiberíades. De acordo com "Aliyos to Eretz Yisrael", ele já estava no sul da Síria em 1750.
Em 1777, os líderes hassídicos Menachem Mendel de Vitebsk e Avraham de Kaliski, discípulos do maggid Dov Ber de Mezeritch, se estabeleceram na área. Os mitnagdim começaram a chegar em 1780. A maioria deles se estabeleceu em Safed ou Tiberíades, mas alguns estabeleceram uma comunidade judaica asquenaze em Jerusalém, reconstruindo as ruínas da Sinagoga Hurva, a sinagoga destruída de Judá HeHasid. A partir de 1830, cerca de vinte discípulos de Moisés Sofer se estabeleceram no sul da Síria, quase todos em Jerusalém. 

### Domínio egípcio

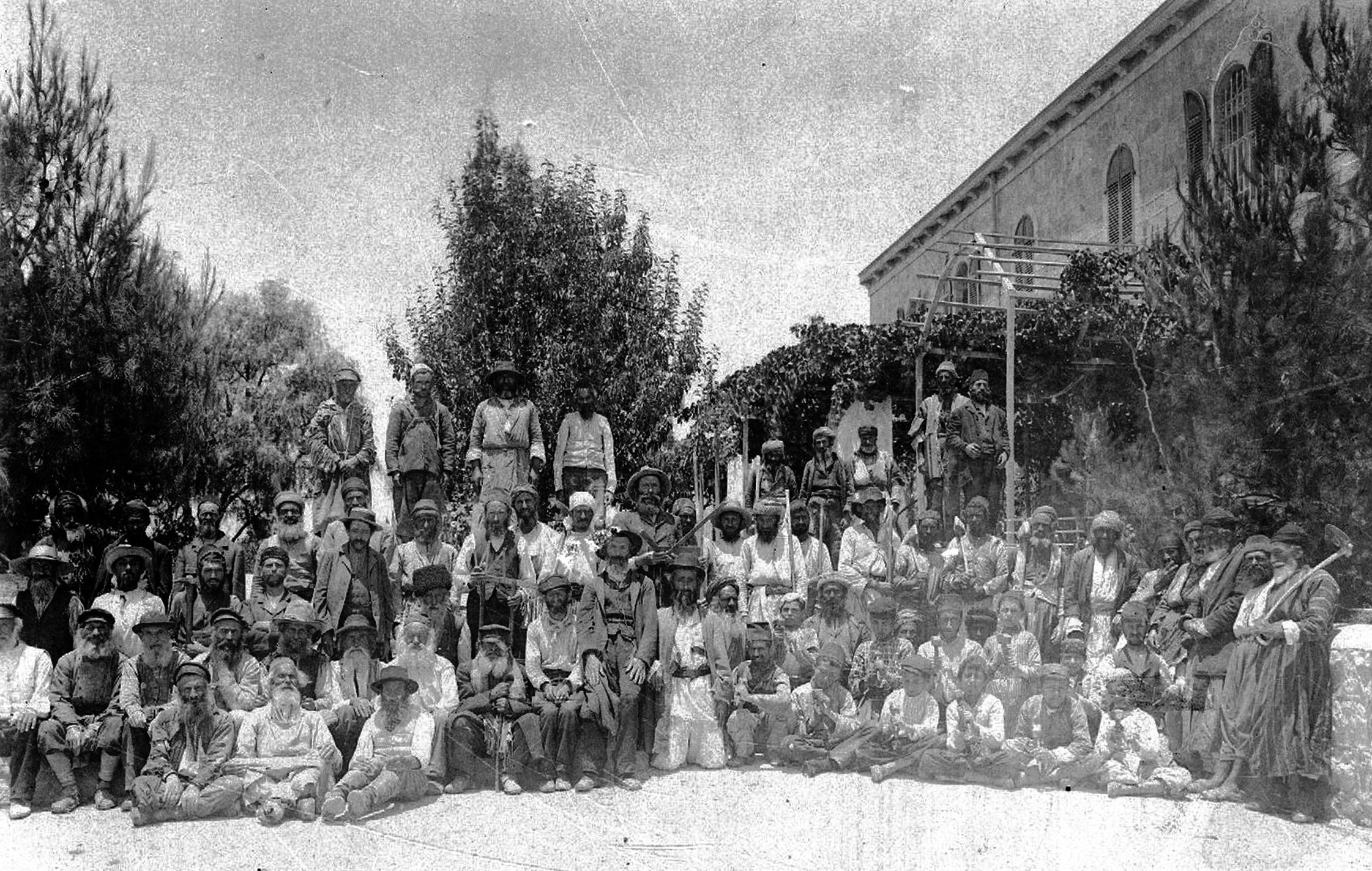
Trabalhadores judeus no bairro de Kerem Avraham, em Jerusalém, em meados do século XIX

De 1831 a 1840, a Síria caiu sob o domínio do vice-rei egípcio Muhammad Ali do Egito e seu filho Ibrahim Pasha, que efetivamente estenderam o domínio egípcio até Damasco, expulsando os otomanos para o norte. Ao longo do período, uma série de eventos perturbou muito a composição demográfica do país, sendo palco das revoltas camponesas sírias de 1834 e da Revolta Drusa de 1838, com grande impacto no Antigo Yishuv.
Os maiores danos em vidas e propriedades foram causados às comunidades judaicas de Safed e Hebron. Além disso, o terremoto da Galileia de 1837 destruiu Safed, matou milhares de seus moradores e contribuiu para a reconstituição de Jerusalém como o principal centro do Antigo Yishuv.
Geralmente tolerante com as minorias, Ibrahim Pasha promoveu as comunidades judaica e cristã do sul da Síria, mas, no geral, seu turbulento período de governo é considerado provavelmente a pior fase do desenvolvimento do Antigo Yishuv.

### Domínio otomano restaurado

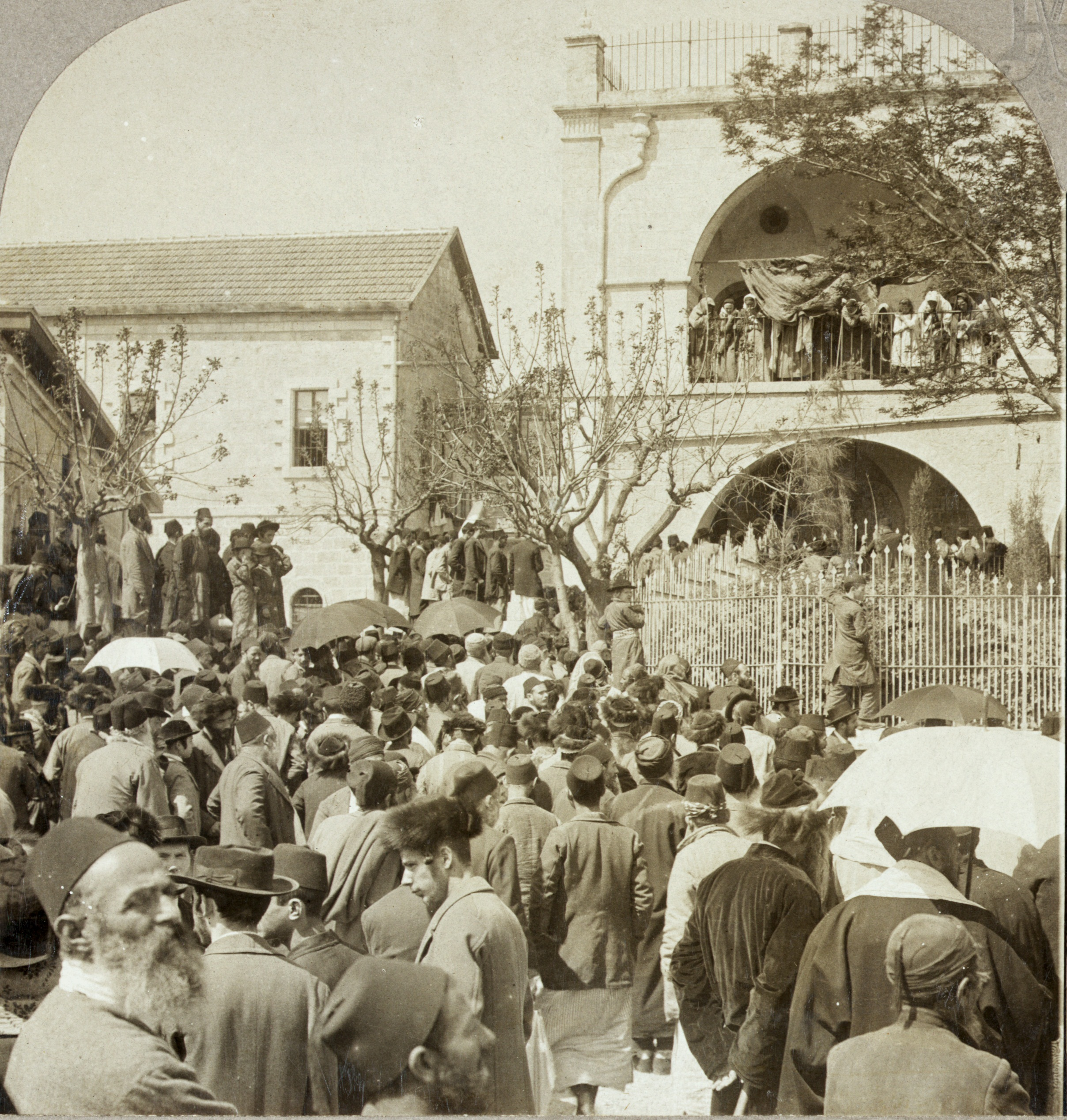
Serviços funerários para um rabino, Jerusalém, 1903

Com a restauração do domínio otomano em 1840, e com a consequente intervenção britânica e francesa, a região começou a experimentar um aumento significativo na população, passando de apenas 250.000 em 1840 para 600.000 no final do século XIX. Embora a maior parte do aumento fosse de muçulmanos, a comunidade judaica também observou um aumento populacional.
Várias comunidades judaicas foram estabelecidas no final do século XIX, incluindo Mishkenot Sha'ananim, que foi construída pelo banqueiro e filantropo judeu britânico Sir Moses Montefiore em 1860 como uma casa de caridade, paga pelo espólio de Judah Touro, um empresário judeu americano de Nova Orleans. A cidade de Petah Tikva foi fundada em 1878.

## Economia

### Halukka
Muitos judeus imigrantes eram idosos que haviam imigrado para morrer na Terra Santa, enquanto a maioria do Antigo Yishuv viveu durante séculos nas quatro cidades sagradas de Safed, Hebron, Jerusalém e Tiberíades. Esses judeus dedicavam-se integralmente à oração e ao estudo da Torá, do Talmude ou da Cabala, e não tinham uma fonte de renda independente. Esses dois grupos cumpriam o mandamento talmúdico de Deus de que o povo judeu deveria viver na Terra de Israel para incitar a vinda do Messias. Eles oravam pelo bem-estar da diáspora judaica e a ajudavam a manter uma conexão mais forte e profunda com a Terra de Israel. Em troca, eles passaram a ser apoiados financeiramente por um sistema de caridade adotado pelos judeus do mundo todo, chamado de halukka ("distribuição"), pelo qual as sinagogas destinavam parte das doações coletadas para a manutenção da comunidade judaica da Terra de Israel. 
Os judeus na Diáspora observavam as tradições religiosas judaicas dos 613 mandamentos e da tzedaká (doações ou ações de caridade). Muitos dos que chegavam eram renomados estudiosos da Torá, cujas comunidades se sentiam honradas por serem representadas e lhes enviavam regularmente ma'amodot  ("estipêndios"). 
A rede kollel foi criada muitos anos antes em comunidades judaicas ao redor do mundo para apoiar financeiramente uns aos outros enquanto estavam sob a autoridade cívica e os cuidados dos governos dos países em que os judeus viviam.
O dinheiro para esse propósito fraoi arrecadado em comunidades judaicas ao redor do mundo para distribuição entre os vários kollels que foram estabelecidos correspondentemente (por país ou comunidade de origem) no Antigo Yishuv, especialmente em Jerusalém. Do século XIII até o início do século XX, as comunidades judaicas do Antigo Yishuv enviavam emissários (shlihim ou meshullahim) para arrecadar dinheiro para seu sustento. O sistema halukka, que promovia a dependência da caridade, foi duramente criticado nos últimos anos por ser ineficaz, especialmente quando o sionismo surgiu na Europa (décadas de 1830 a 1880). Nesse período houve a uma mudança das formas tradicionais de caridade para iniciativas de “autossuficiência” e produtividade, tanto na Terra de Israel como na Diáspora. 

### Exportação de etrog

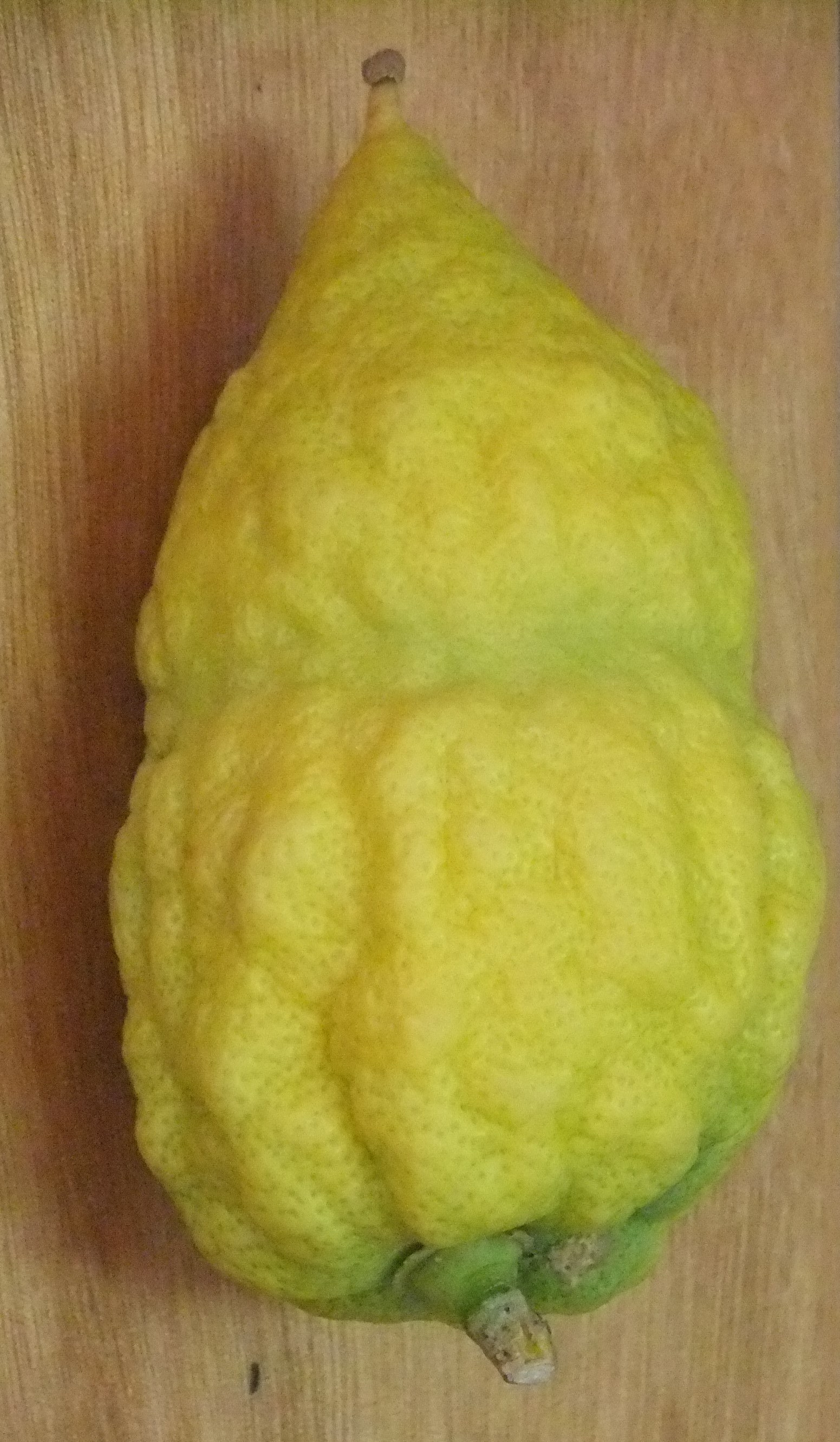
Um etrog israelense ou cidra grega, com pitam e gartel (crista ao redor do centro)

A exportação de etrogs também serviu como fonte de renda para o Antigo Yishuv. Isso antecedeu a ideia dos Amantes de Sião de retorno à terra e à agricultura judaica, antes da qual os etrogs para uso no festival judaico do Sucot eram cultivados exclusivamente por camponeses árabes e depois comercializados pelos judeus. Segundo Jacob Saphir, o negócio do etrog foi monopolizado pelo kollel sefardita antes mesmo de 1835. Eles tinham contratado produtores árabes de Umm al-Fahm para toda a sua produção da variedade Balady. Na década de 1840, eles também foram fundamentais na introdução da variedade grega, que já era cultivada em fazendas de propriedade de judeus. Na década de 1870, os sefarditas mudaram para a variedade grega, e seus sócios asquenazes de Salant assumiram os negócios da Balady. Depois de algum tempo, surgiu uma controvérsia sobre seu status como alimento kashrut . 
O rabino Chaim Elozor Wax, presidente da organização de caridade Kupath Rabbi Meir Baal Haness (kollel de Varsóvia fundado por Abraham Kalisker), foi fundamental para tornar os etrogs comercializáveis nas comunidades judaicas asquenazes na Europa. Ele plantou milhares de árvores em um pomar doado perto de Tiberíades, cujos lucros eram destinados para o kollel de Varsóvia.

### Assentamento agrícola
Geralmente, o Antigo Yishuv não participava da criação de comunidades agrícolas, que foram iniciadas principalmente a partir das décadas de 1870 e 1880 pelos imigrantes que chegaram da Europa Oriental, associados ao Hovevei Zion em terras compradas pelos membros da organização, incluindo o filantropo Isaac Leib Goldberg, diretamente do governo otomano ou dos habitantes locais.
Embora tenha havido algum apoio de judeus religiosos na Europa, como o rabino Zvi Hirsh Kalischer de Thorn — que publicou suas opiniões no Drishat Zion — o Hovevei Zion encontrou oposição significativa da comunidade religiosa, que insistia na adoção de regras agrícolas bíblicas antigas e ineficazes.

### Alimentação
Nas comunidades judaicas do Antigo Yishuv, o pão era assado em casa. As pessoas compravam farinha a granel ou levavam seu próprio trigo para ser moído e transformado em farinha para assar pão em fornos de tijolos ou de barro. Pequenas padarias comerciais foram criadas em meados do século XIX.  A farinha de trigo era usada para fazer challah e biscoitos, pão comum e para cozinhar. Devido à sua escassez, o pão seco era transformado em um pudim conhecido como boyos de pan. O leite geralmente era reservado para mulheres grávidas ou doentes. O leite de amêndoa era frequentemente usado como um substituto. O Labneh (leite azedo) era comprado de camponeses árabes. Os sefarditas conservavam queijo leve mantendo-o em latas de água salgada.
Na década de 1870, a carne era rara e consumida somente no shabat e nos festivais, mas se tornou mais disponível no final do século XIX; no entanto, o frango continuou sendo um item de luxo. A carne era principalmente bovina, mas também se comia cabra e cordeiro, principalmente na primavera. Quase todas as partes do animal eram utilizadas. Peixe fresco era um alimento raro e caro em Jerusalém, principalmente no inverno. O bacalhau salgado era deixado de molho e depois preparado para refeições durante a semana e no shabat. Os sefarditas tinham preferência por sardinhas e por peixes chamados gratto. Outro peixe disponível era a tainha (bouri). 
Mesmo até o final do século XIX, tanto os asquenazes quanto os sefarditas de Jerusalém armazenavam grandes quantidades de alimentos para o inverno. Nas famílias sefarditas, isso incluía arroz, farinha, lentilhas, feijões, azeitonas e queijo. Os asquenazes armazenavam vinho, bebidas alcoólicas, azeitonas, óleo de gergelim e trigo. No final do verão, grandes quantidades de ovos eram embaladas em cal apagada para o inverno. A maioria das famílias sefarditas e asquenazes também compravam grandes quantidades de uvas para fazer vinho. Azeitonas e berinjelas eram mantidas em conserva. 